# Улица Академика Зелинского (Москва)
У́лица Акаде́мика Зели́нского — улица в Юго-Западном административном округе города Москвы на территории Гагаринского района. Расположена между улицами Косыгина и Вавилова. Нумерация домов начинается от улицы Косыгина.

## Происхождение названия
Названа 7 марта 1961 года в честь химика-органика Н. Д. Зелинского (1861—1953), основоположника русской школы химиков-органиков, создателя угольного противогаза.

## Примечательные здания и сооружения

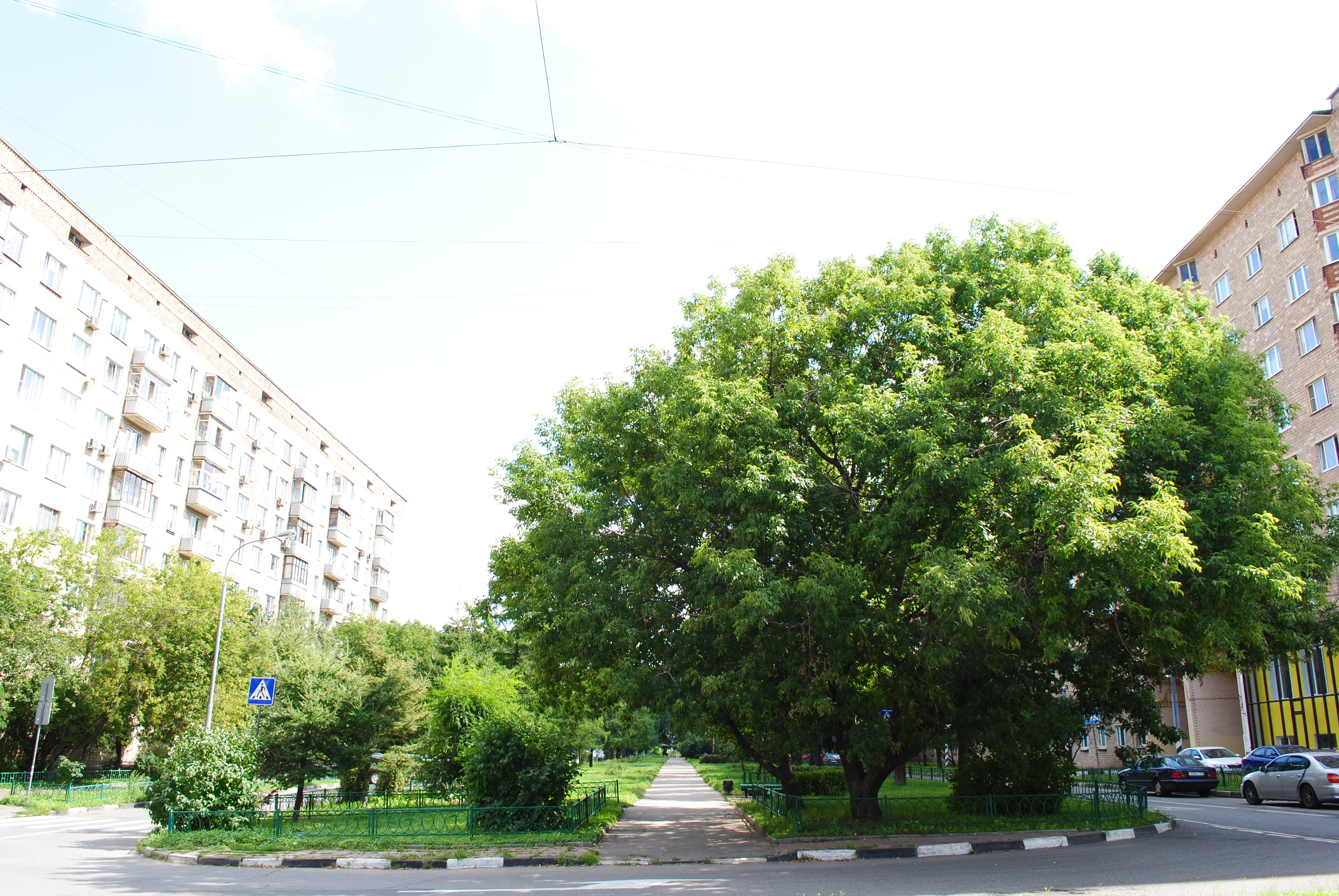
Вид от Ленинского проспекта в сторону улицы Вавилова

Фактически, на достаточно длинной улице всего два дома:
- № 38, корпус 8 (ранее значившийся по Ленинскому проспекту) — жилой дом. Здесь прошли последние годы жизни экономиста С. С. Шаталина[4] и физика, лауреата Нобелевской премии В. Л. Гинзбурга[5]. В доме также жили видный юрист Б. Н. Топорнин[6], физик В. И. Гольданский[7], математик А. А. Гончар[8].
- № 6, принадлежащий Управлению делами президента РФ. Охраняется ФСО. В одной из квартир прописан В. В. Путин[9].

## Транспорт
- Автобусы: м1, м16, 111, 196, 297 (электробус), 553,  н11, трамваи: 14, 39 от станции метро «Ленинский проспект».
- Автобусы: м1, м16, 111, 196, 297, н11, трамвай 14 от станции метро «Октябрьская».